# Mark Edusei
Mark Edusei (ur. 26 września 1976 w Kumasi) – ghański piłkarz występujący najczęściej na pozycji prawego pomocnika.

## Kariera klubowa
Mark Edusei zawodową karierę rozpoczynał w ghańskim zespole King Faisal Babes. Następnie przeniósł się do saudyjskiego Al-Ahli Dżudda, jednak zdołał rozegrać tam tylko jedno spotkanie, po czym przeniósł się do izraelskiego Hapoel Petach Tikwa. Wystąpił tam w czternastu meczach, a kolejne kroki w karierze Edusei stawiał już na włoskich boiskach. W 1996 roku podpisał kontrakt z US Lecce, gdzie z przerwami grał przez sześć lat. W międzyczasie dwa razy wypożyczany był do União Leiria i raz do AC Bellinzona. W Portugalii wystąpił łącznie w 42 meczach i strzelił dwa gole, natomiast w Szwajcarii pojawił się w jedenastu pojedynkach. W Lecce Mark nie potrafił przebić się do podstawowej jedenastki, a wypożyczanie do innych klubów było dla niego szansą na częstsze występy.
W 2001 roku Ghańczyk zdecydował się podpisał kontrakt z Cosenzą Calcio, gdzie mógł liczyć na regularne występy. 66 rozegranych spotkań i pięć strzelonych bramek pozwoliło Eduseiowi na transfer do Piacenzy Calcio, do której trafił jak się później okazało na zasadzie rocznego wypożyczenia. Do Cosenzy pomocnik ten już nie powrócił, ponieważ dzięki dobrym oceną zbieranym w barwach dwóch poprzednich klubów zainteresowali się nim między innymi działacze występującej w Serie A Sampdorii. „Blucerchiati” zatrudnili Marka w 2004 roku, jednak już w następnym sezonie wypożyczyli go do Torino FC. W ekipie popularnych „Granata” Ghańczyk zagrał w 32 spotkaniach, a po powrocie do Genui już tylko raz zakładał koszulkę Sampdorii.
W 2006 roku wychowanek King Faisal Babes podpisał kontrakt z Calcio Catania. „Rossazzurri” nabyli jednak tylko połowę karty Eduseia, a druga połowa pozostała w rękach działaczy Sampdorii. W 2007 roku Edusei stał się pełnoprawnym zawodnik Catanii. Ghańczyk od początku przygody z tym klubem występował w jego podstawowej jedenastce.
14 stycznia 2009 roku Edusei przeszedł do AS Bari. W sezonie 2008/2009 rozegrał tylko trzy mecze, w tym jeden w podstawowym składzie. Bari zajęło pierwsze miejsce w rozgrywkach Serie B i awansowało do pierwszej ligi. 1 lipca kontrakt Ghańczyka z klubem został anulowany. Na początku 2010 roku Edusei oficjalnie został graczem UC AlbinoLeffe, lecz od razu wypożyczono go do szwajcarskiego klubu AC Bellinzona. Następnie podpisał z nim kontrakt, a po sezonie 2010/2011 zakończył karierę.

## Kariera reprezentacyjna
W latach 1995–2004 Edusei występował w reprezentacji Ghany i rozegrał dla niej 17 spotkań.